# De klopjacht
De Klopjacht  (Frans: La Traque) is het 50ste album uit de stripreeks De Blauwbloezen. Het werd getekend door Willy Lambil en het scenario werd geschreven door Raoul Cauvin. Het album werd uitgegeven in 2006.

## Verhaal
Generaal Grant is pisnijdig. Tijdens de laatste veldslag zijn vele soldaten weggelopen en de officiers zijn hen gevolgd. Desertie is militairen onwaardig en wordt bestraft met de kogel. De generaal wil dat aan iedereen duidelijk maken. Anderzijds heeft hij zijn jongens ook nodig, want zonder soldaten kan hij geen oorlog voeren. 
Blutch en Chesterfield, die de deserteurs moeten opsporen, worden verrast door vijandelijke troepen en worden gevangengenomen. Hierdoor komen ze in kamp Robersonville terecht, waar ze ook al eerder zijn geweest (zie album De nor in Robertsonville). Maar met de hulp van een groepje zuidelijke soldaten dat ze hadden geholpen, weten ze te ontsnappen. Maar om te voorkomen dat ze alweer worden gevangen voordat ze bij hun eigen troepen zijn, doen ze zich voor als zuidelijken. Waarna ze tijdens de veldslag naar de Noordelijken toelopen. Hierdoor worden ze gevangengezet. Pas later komt men erachter dat het echt Noordelijke soldaten zijn.

## Personages in het verhaal
- Blutch
- Cornelius Chesterfield
- Generaal Grant
- Kakkerlak